# Vyrus
Die Vyrus Divisione Motori s.r.l. ist ein kleiner italienischer Motorradhersteller mit Firmensitz in Cerasolo Ausa (Gemeinde Coriano) bei Rimini. Nach der Insolvenz der Firma Bimota erwarb das Unternehmen die Rechte am Modell Tesi.
Vyrus gilt auch als Hersteller von „maßgeschneiderten Einzelanfertigungen“ – individuelle Maschinen werden auf Bestellung gefertigt, kein Motorrad ist wie das andere. Aufgrund der begrenzten Produktion und der Verwendung hochwertiger Komponenten sind alle Vyrus-Modelle im Verhältnis teuer, wobei die günstigsten Modelle bei etwa 55.000 Euro beginnen.

## Geschichte
Im Jahr 2001 eröffnete Ascanio Rodorigo, ein ehemaliger Techniker des damals insolventen Unternehmens Bimota, die „Vyrus Divisione Motori S.r.l.“ und entwickelte das Bimota-Projekt „Tesi“ in Eigenregie weiter (unter der Bezeichnung „ARP – Ascanio Rodorigo Preparazioni“).

## Aktuelle Modelle

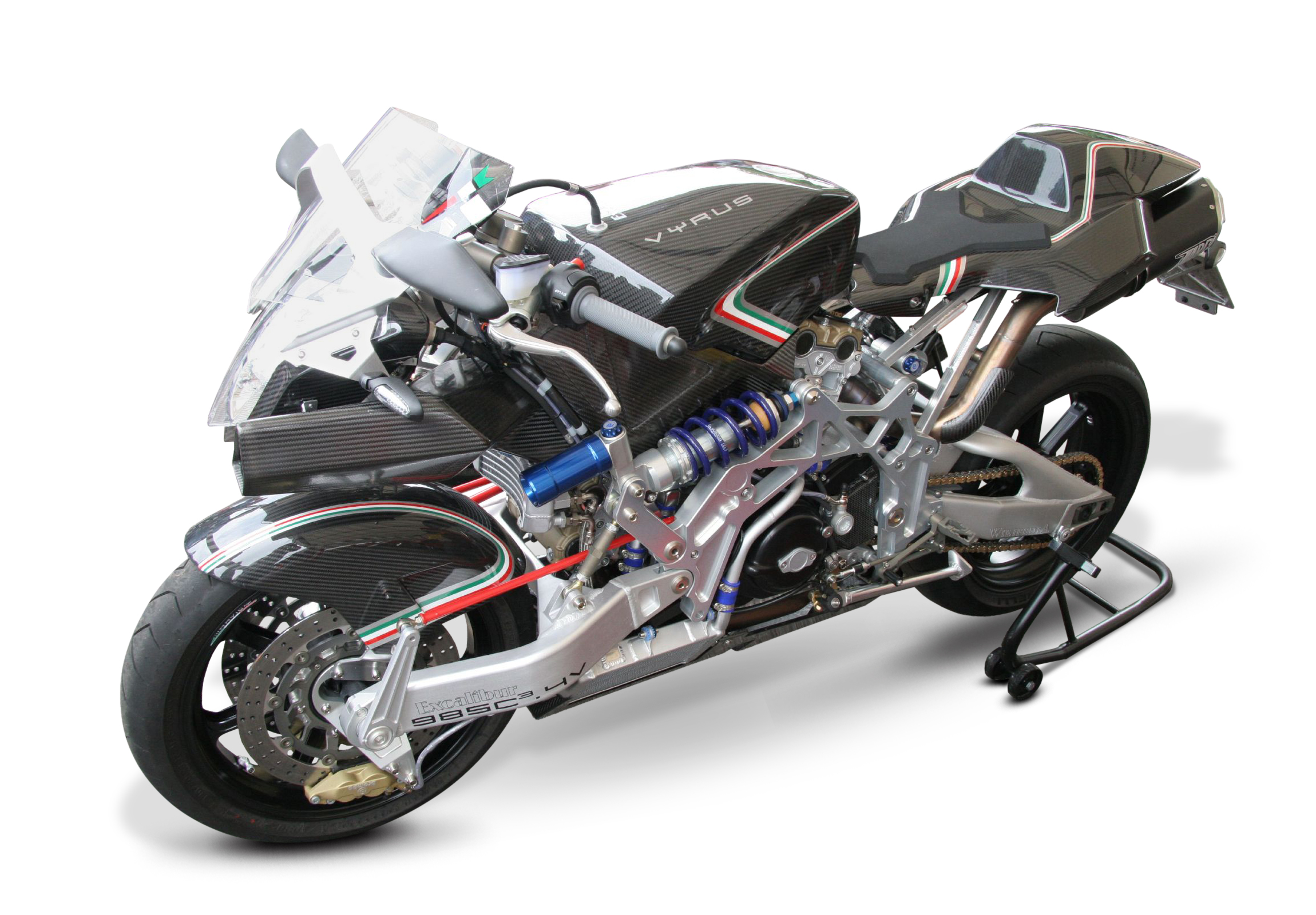
Vyrus 985 C3 4V

Vyrus entwickelte die Bimota Tesi 1D weiter und stellte dieses Motorrad dann der Öffentlichkeit auf diversen Messen unter dem Namen 984 C3 2V vor.
Als Antrieb dient der luftgekühlte, 84 PS leistende Ducati-V2-Motor mit 992 cm³. Zusätzliche Leistung soll durch das Ram-Air-System bei zunehmender Geschwindigkeit mobilisiert werden. Das Motorrad selbst bringt laut Vyrus 154 kg auf die Waage.
Im Fahrwerk ist hinten eine Aluminiumschwinge eingesetzt, das Vorderrad wird durch eine, im Motorradbau sehr selten verwendete, Radnabenlenkung gesteuert. Diese Konstruktionsweise fand sich auch schon an der Tesi 1D von Bimota. Die Federung der Vorderradführung übernimmt ein luftunterstütztes Federbein, das seitlich angebracht ist. Im Heck sitzt ein zentral angebrachtes luftunterstütztes Federbein.
Als zweites Modell bot Vyrus die 958 C3 4V an. Die Basis des Motorrads ist nahezu identisch mit denen der 984 C3 2V. Dieses Motorrad wird jedoch vom wassergekühlten, 999 cm³ großen Testastretta-V2-Motor von Ducati angetrieben. Das Aggregat leistet hier 150 PS bei einem Gewicht von lediglich 157 kg. Somit ist man dem Leistungsgewicht von einem PS pro Kilogramm sehr nahegekommen.
In der Angebotspalette befindet sich seit 2020 unter anderem auch die Alyen 988, ausgestattet mit einem wassergekühlten 1300-cm³-Zweizylinder-Superquadro von Ducati.

## Motorsport

### MotoGP-Prototyp 2011
2011 zeigte Vyrus Interesse an der Motorrad-Weltmeisterschaft, genauer gesagt an der neuen Moto2-Kategorie, und entwarf ein neues Motorrad auf Basis des Honda CBR600RR-Motors, der in dieser Klasse zum Einsatz kam. Bei diesem Entwurf kam wieder die Radnabenlenkung zum Einsatz, der Rahmen wurde in größerem Umfang modifiziert. Es wurden drei Versionen angeboten: ein rennfertiges Modell mit Top-Komponenten für knapp 90.000 US-Dollar, eine straßenzugelassene Variante für rund 40.000 US-Dollar und ein Kit ohne Motor für rund 27.000 US-Dollar. Da sich keine Interessenten fanden, beendete Vyrus das Projekt und verkaufte die Prototypen 2012.

### Superbike Championship
Das britische Alto Performance RaceTeam setzte ab 2007 eine Vyrus in der British Superbike Championship ein.

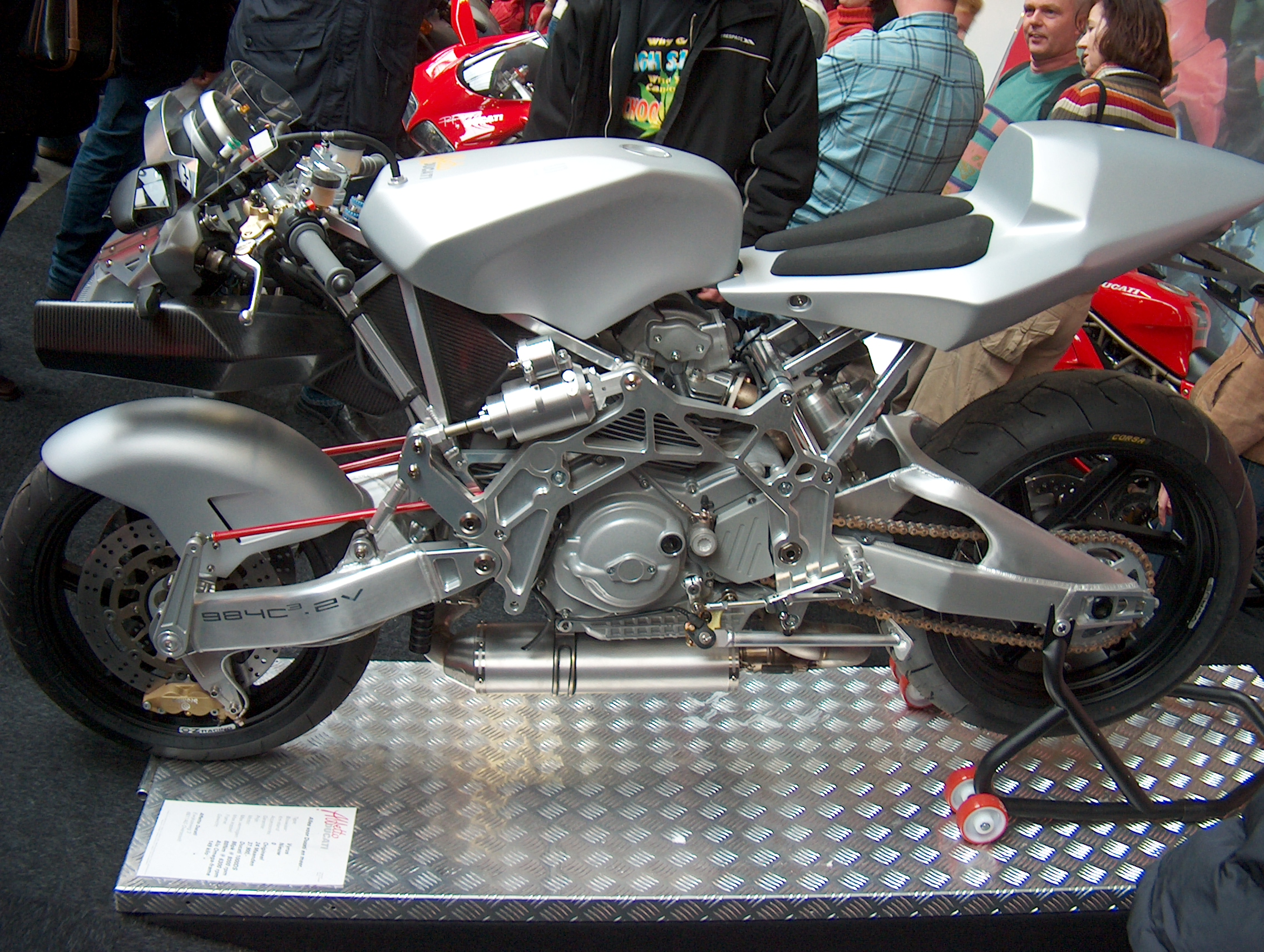
Die, aus der Bimota Tesi 1D weiterentwickelte, 984 C3 2V
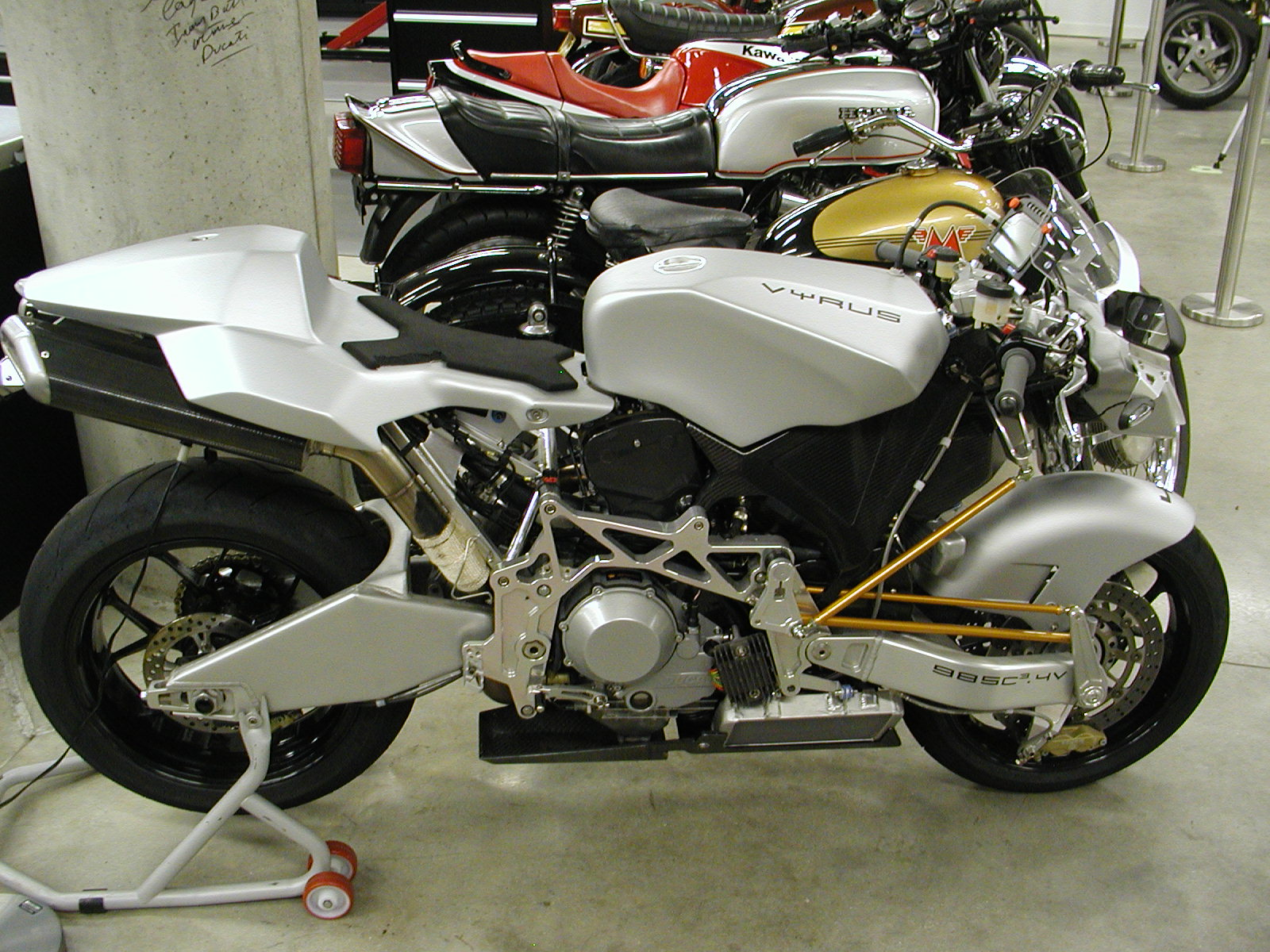
Diese Vyrus 985 C3 4V von rechts zeigt einen guten Blick auf die Radnabenlenkung
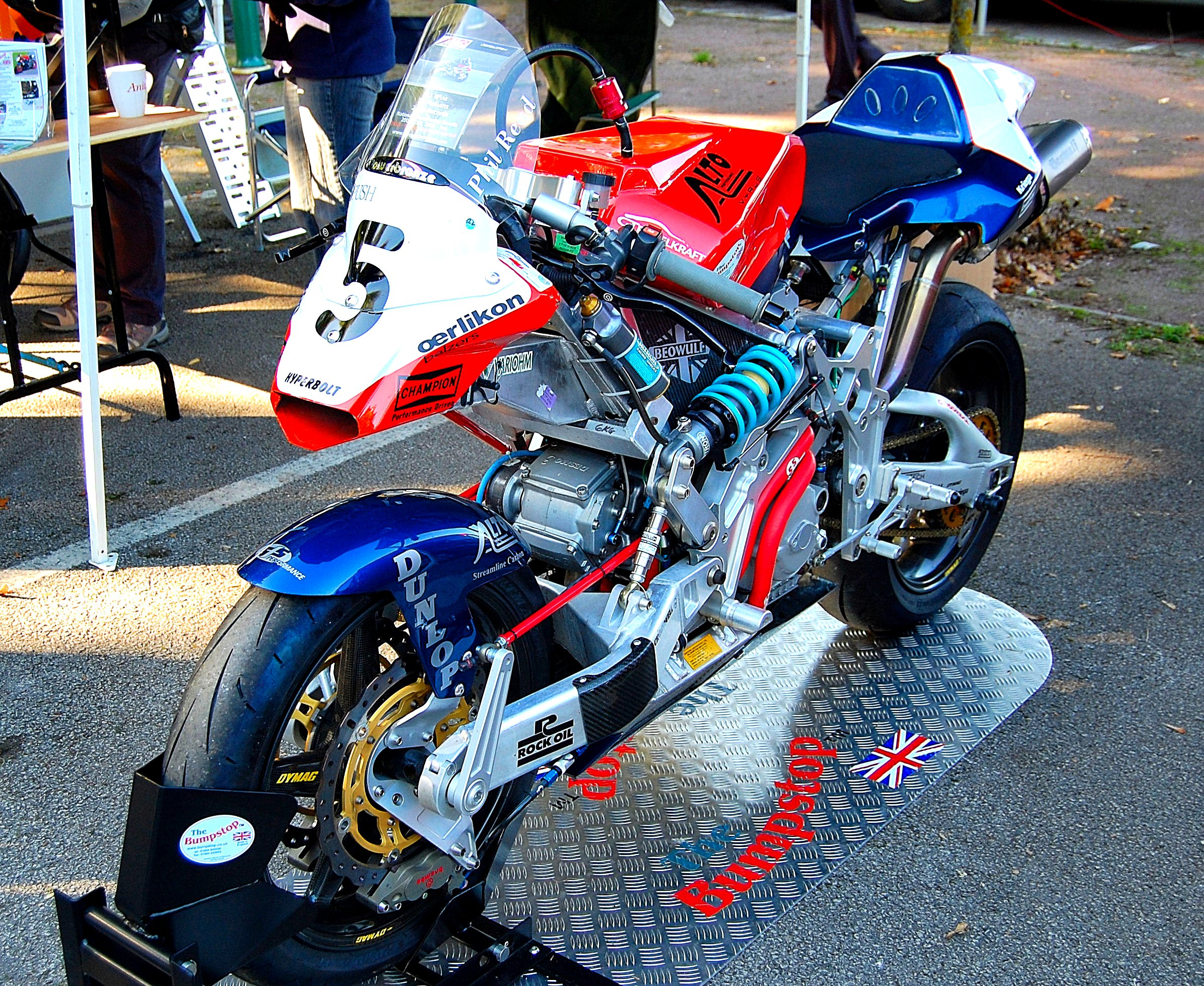
Eine Vyrus die vom Alto Performance Race Team in der Superbike Championship eingesetzt wurde